# ریچارد رودولف والتزر
ریچارد رودولف والتزر، FBA (۱۴ ژوئیه ۱۹۰۰ در برلین - ۱۶ آوریل ۱۹۷۵ در آکسفورد) پژوهشگر بریتانیایی آلمانی‌الاصل بود. آثار او عمدتاً در حوزه فلسفه یونان باستان و فلسفه اسلامی است.